# عبد المحسن العجمي
عبد المحسن العجمي هو لاعب كرة قدم كويتي يشغل مركز لاعب وسط مع نادي الفحيحيل في الدوري الكويتي الممتاز.

## المسيرة الرياضية
بدأ عبد المحسن مسيرته مع المنتخب الوطني لفئة تحت 23 سنة، حيث شارك في تصفيات كأس آسيا تحت 23 سنة وسجّل هدفًا مهمًا ضمن مشاركاته، مما ساعده على لفت الأنظار في وسط الملعب.
لاحقًا، انتقل إلى صفوف نادي الفحيحيل، حيث أصبح أحد لاعبي الوسط المحوريين، ويُعرف بقدرته على التنظيم وصنع اللعب الدفاعي والهجومي سوياً.

## المنتخب الوطني
مثل عبد المحسن الكويت في التصفيات الدولية، حيث خاض بعض المباريات الودية والتأهيلية لمراحل فرق الشباب، وساهم أيضًا في تصفيات كأس العالم 2026 على صعيد فريق الشباب.